# Крсманович, Петар
Петар Крсманович (серб. Петар Крсмановић; 1 июня 1990, Чачак) — сербский волейболист, блокирующий клуба «Урал» и сборной Сербии. Чемпион Черногории (2014/15) и Аргентины (2015/16), обладатель кубка Черногории (2014/15) и Аргентины (2015).

## Карьера
По ходу карьеры Петар выступал за черногорскую «Будву» (2014/15), в аргентинском УПСН (Сан-Хуан) (2015/16) и в «Газпром-Югре» из Сургута (2016-2019). С 2019 по 2020 год играл за «Пьяченцу». В июне 2020 года вернулся в Россию — в «Кузбасс».
На чемпионате Европы 2019 Крсманович в составе сборной Сербии выиграл золотые медали турнира.